# John Varley (pintor)

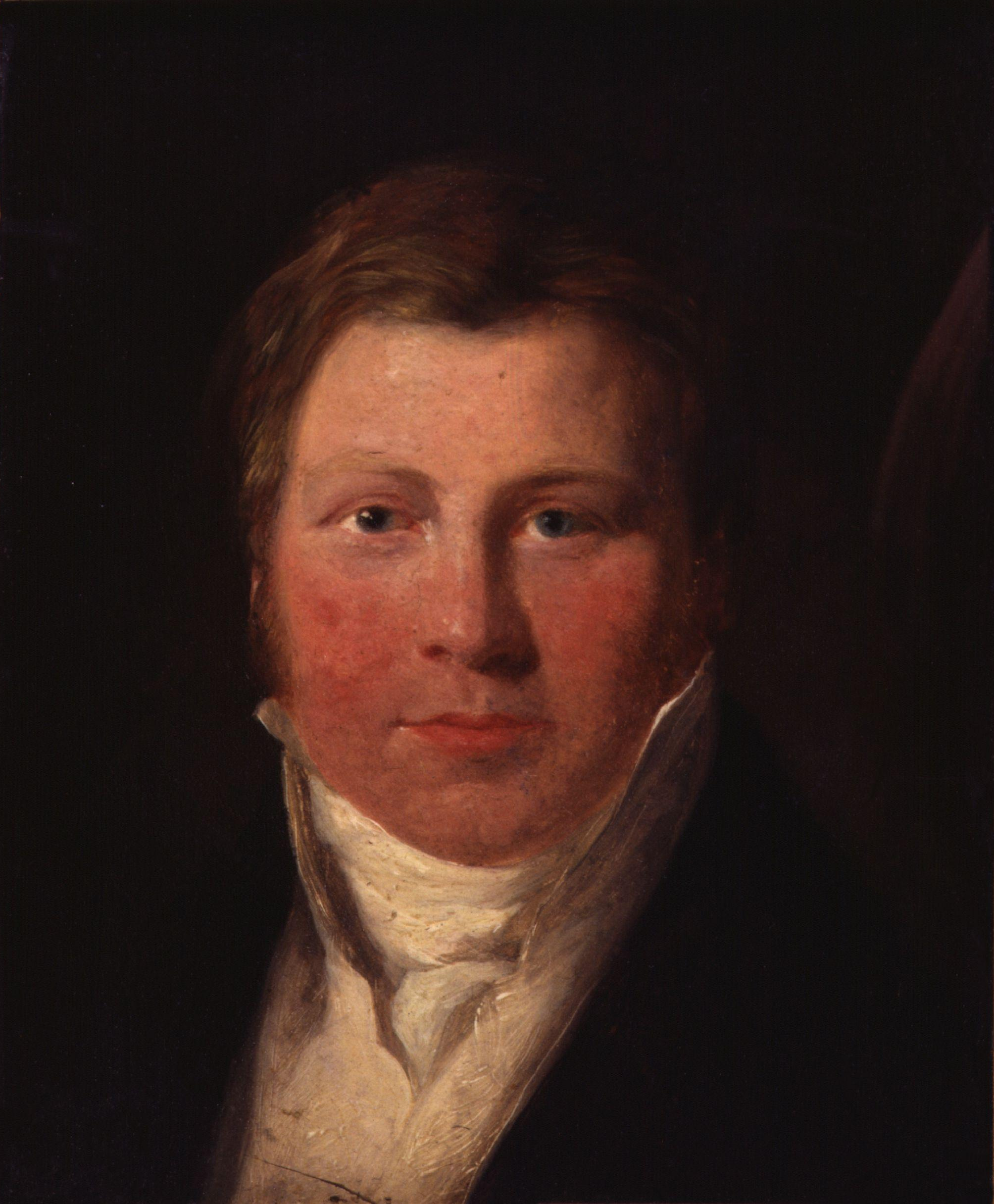
Retrato de John Varley, por William Mulready, 1814.

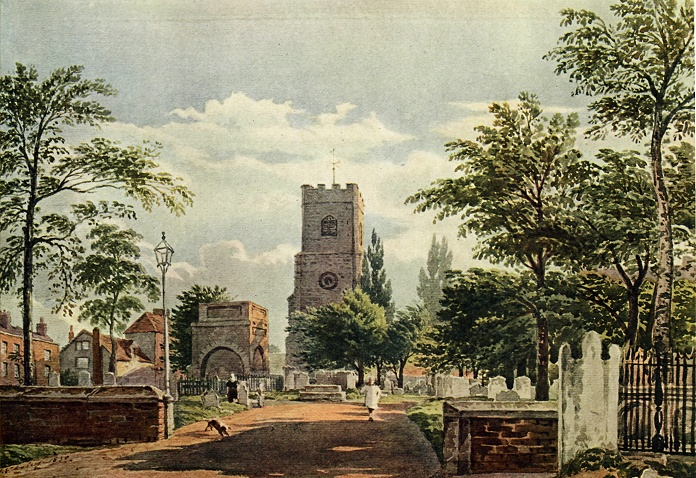
Iglesia de Hackney, de Varley (colección privada).

John Varley (Hackney, 17 de agosto de 1778 - 17 de noviembre de 1842) fue un acuarelista y astrólogo británico, amigo íntimo de William Blake. Ambos colaboraron en el libro Visionary Heads, escrito por Varley e ilustrado por Blake. Era hermano mayor de Cornelius Varley.

## Aprendizaje y primeras obras
John Varley nació en la Old Blue Post Tavern de Hackney. Su padre, Richard Varley, había nacido en Epworth (Lincolnshire) y se estableció en Londres tras la muerte de su primera mujer en Yorkshire. Durante un corto periodo de tiempo, John Varley trabajó para un retratista del barrio londinense de Holborn. Después, con quince o dieciséis años de edad, fue alumno del pintor Joseph Charles Barrow, quien tenía una escuela nocturna de dibujo en el n.º 12 de Furnival's Inn Court, donde Varley acudía dos veces a la semana. Fue Barrow quien eligió a Varley para que hiciera dibujos de la localidad de Peterborough: así fue como Varley se convirtió en un pintor profesional. En 1798 exhibió un detallado bosquejo de la catedral de Peterborough en la Royal Academy, institución donde expondrá posteriormente de forma regular hasta la fundación de la Old Watercolour Society en 1805.

## Carrera artística
A partir de 1805, estará muy ligado a la Old Watercolour Society, de la que él fue miembro fundador, y será aquí también donde exponga sus obras. Fue un artista de éxito y un reputado profesor de pintura. Entre sus alumnos se encuentran Copley Fielding, David Cox, John Linnell y J. M. W. Turner. 
A pesar de su éxito, sufrió graves problemas económicos por sus desafortunados negocios y por su carácter (según el estudioso Houn Mallalieu) a lo Wilkins Micawber, el personaje de David Copperfield de Charles Dickens, quien siempre estaba confiado de que la fortuna le iba a sonreír.

## Escritos publicados por John Varley
- A Treatise on the Principles of Landscape Drawing...
- A Practical Tratise on the Art of Drawing in Perspective: adapted for the study of those who draw from nature; by which the usual errors can be avoided; printed for Sherwood, Gilbert, and Piper,...and R.Ackermann, ...,. Londres, c.1815/1820.
- A Treatise on Zodiacal Physiognomy, illustrated by engravings of heads and features, and accompanied by tables of the time of rising of the twelve signs of the zodiac; and containing also new and astrological explanations of some remarkable portions of ancient mythological history. Londres, 1928.